# لسانيات كمية
اللسانيات الكمية (بالإنجليزية: Quantitative linguistics)‏ هو فرع من اللسانيات، وتحديدًا اللسانيات الرياضية والتي تتعامل مع تعلم اللغة وتغيراتها وتطبيقاتها وكذلك بنية اللسانيات الطبيعية. تدرس اللسانيات الكمية اللغات باستخدام الأساليب الإحصائية، والهدف الأكثر إلحاحًا هو صياغة قوانين اللغة، والنظرية العامة لها أيضًا، بمعنى مجموعة من قوانين اللغات المترابطة. صُممت اللسانيات المتآزرة منذ بدايتها خصيصًا لهذا الغرض. تعتمد اللسانيات الكمية تجريبيًا على نتائج إحصائيات اللغة، وهي مجال يمكن تفسيره على أنه يمثل إحصائيات للغات أو إحصائيات لأي مادة لغوية بشكل عام. لا يرتبط هذا المجال بالضرورة بطموحات نظرية كبيرة. الأصول اللغوية واللغويات الحاسوبية هي مجالات أخرى تساهم في وجود أدلة عملية وتجريبية مهمة.

## التاريخ
تعود أولى طرق اللسانيات الكمية إلى الإغريق والهنود القدماء. يتكون أحد المصادر التاريخية من التطبيقات التوافقية في الأمور اللسانية، بينما يعتمد أحد المصادر الأخرى على الدراسات الإحصائية الابتدائية، والتي يمكن العثور عليها في إطار علم قياس الأبيات وعلم قياس الأسطر.

## قوانين اللغة
يُفهم مفهوم القانون في اللسانيات الكمية على أنه فئة فرضيات قانونية، استُنبطت من الافتراضات النظرية، وصيغت رياضيًا، بالإضافة إلى ارتباطها مع قوانين أخرى في هذا المجال، واختُبرت بشكل كافٍ وبنجاح على البيانات التجريبية على سبيل المثال، والتي لا يمكن دحضها على الرغم من بذل الكثير من الجهد لفعل ذلك. كتب كولر عن قوانين اللسانيات الكمية: «علاوةً على ذلك، يمكن إثبات التزام العلاقات بين هذه الخصائص والعناصر اللغوية بالقوانين العالمية التي يمكن صياغتها بدقة رياضية بنفس الطريقة المُتبعة في العلوم الطبيعية. يتعين على المرء أن يأخذ في عين الاعتبار في هذا السياق أن هذه القوانين ذات طبيعة عشوائية، ولا تُلاحظ في كل حالة (لا يكون هذا ضروريًا ولا ممكنًا)، إذ يحددون احتمالية وقوع الأحداث أو النسب التي تكون قيد الدراسة. من السهل العثور على أمثلة معاكسة لكل من الأمثلة المذكورة أعلاه، ومع ذلك، فإن هذه الحالات لا تنتهك القوانين المتعلقة بالموضوع إذ أن الاختلافات حول المتوسط الإحصائي غير مسموح بها فحسب بل ضرورية، إذ هم أنفسهم يحددون بالضبط قوانين المتعلقة بالموضوع. لا يختلف هذا عن العلوم الطبيعية، التي تخلت منذ زمن طويل عن وجهات النظر الحتمية والسببية للعالم واستبدلتها بنماذج إحصائية/احتمالية».